# Eberhard Budziat
Eberhard Budziat (* 1961 in Esslingen) ist ein deutscher Jazz-Posaunist, Komponist und Bandleader.

## Leben und musikalisches Wirken
Budziat, der in Esslingen aufgewachsen ist, fing im dortigen Musikverein Liebersbronn mit zwölf Jahren an, Posaune zu lernen. Mit 18 Jahren entdeckte er den Jazz für sich, wurde von Bobby Burgess unterrichtet und spielte als freischaffender Musiker im Großraum Stuttgart in verschiedenen regionalen und überregionalen Formationen mit, u. a. bei Bobby Burgess und seiner „World of Trombones“, Aushilfe beim damaligen Erwin Lehn Südfunk Tanzorchester, Mitglied im Landesjugendjazzorchester LaJazzO.
Der Versuch an einer deutschen Musikhochschule aufgenommen zu werden scheiterte. Nach Ermutigung seines Lehrers bewarb sich Budziat in den Vereinigten Staaten um ein Stipendium. Im 1988 wurde er als Stipendiat an der University of North Texas in Denton aufgenommen. Dort war er Mitglied in den Hochschulbands One o’Clock und Two o’Clock Lab unter der Leitung von Neil Slater. Er schloss mit einem Bachelor in Jazzperformance sein Studium ab und war noch ein halbes Jahr als Freelancer auf Kreuzfahrtschiffen und in der Region Dallas/Ft. Worth tätig.
1994 kehrte Budziat nach Deutschland zurück. Durch seine stilistische Offenheit ergab sich nach seiner Rückkehr nach Deutschland für ihn ein breites Tätigkeitsfeld. Er ist als Berufsmusiker in der Jazzszene sowie auch im E- und U-Musikbereich tätig. Neben seiner Tätigkeit als freiberuflicher Musiker, Komponist und Arrangeur, ist er als Lehrer für Posaune und Tuba an verschiedenen Musikschulen aktiv. Von 1997 bis 2011 war er als Leiter des Musikvereins Gomaringen (Bigband, Blasorchester, Jugendkapelle und Polka-Truppe) tätig. Seit 2000 leitet er das Daimler Classic Jazz Orchestra DCJO (verschiedene CD-Produktionen). Als Juror des Bayerischen Jazzverbandes war er beim Bayerischen Jugendjazzpreis tätig.
Budziat lebt und schreibt in Korb im Remstal.

## Musikprojekte (Auswahl)

### Eigene Musikprojekte / Solist und Komposition
- 2000 Quattrobones, verschiedene CD-Produktionen
- 2005  The Swing Thing, verschiedene CD-Produktionen
- 2010 Genealogy (Jazzquartett), Komposition und CD-Produktion
- 2012 SchiBuJazz, Live Video Wohnzimmer Jazz
- 2013 New Traditions (Eberhard Budziat Bigband Project)
- 2015 Ensemble Querton, “Was?” (Komposition und CD-Produktion)
- 2016 Trio Blastonal + Fickelscher + King, Komposition und CD Produktion
- 2016 EBU and the Slam Thing, Komposition
- 2018 Marzipan, EBU and The Thing of Swing  (Komposition und CD Produktion)
- 2019 Alles im Fluss – die Remstalsinfonie, EBU Bigband Project mit Vincent Klink (Komposition und CD Produktion)

### Als Sideman (Auswahl)
- Müller-Braig Jazz Unit (CD-Produktion)
- Marianne und Michael
- Ernst Hutter und die Egerländer Musikanten (CD-Produktion)
- Radio-Bigbands (SDR und BR, NDR, MDR)
- Thilo Wolf Bigband (CD-Produktion)
- Jörg Bollin und das Mährische Feuer (CD-Produktion)
- Rainer Tempel (CD-Produktion)
- Riverside Jazzband (Komposition, CD-Produktion)
- Chris Geisler (CD-Produktion)
- Dusko Goykovich, CD Produktion
- SWR 4 Band
- Bobby Burgess Bigband Explosion
- Orchester der Kulturen, Adrian Verum (CD-Produktion)
- HP Ockert Bigband (CD-Produktion)
- The Longhorns (Komposition und CD-Produktion)
- CPO Composers Pool Orchestra, (Komposition und CD-Produktion)
- Slavko Benic Orkestr (CD-Produktion)
- Gee Hye Lee (CD-Produktion)
- Jazzfactory Orchestra (CD-Produktion)
- Wednesday Night Bigband, Stuttgart
- Sunday Night Orchestra (CD-Produktion)
- IG Jazz, Jazz@Large (Komposition)
- Brass and Strings Orchestra (CD-Produktion)
- Landesjugendjazzorchester Bayern (Arrangement)

### Musical- und Theaterproduktionen
Als Ensemblemitglied (oder Vertreter) wirkte er an folgenden Produktionen mit: Miss Saigon, Tanz der Vampire, Elisabeth, 3 Musketiere, Ich war noch niemals in New York, Cats, Die Schöne und das Biest, Wicked, Rebecca, Chicago, Hair, Cabaret, Evita.

## Werke

### Kompositionen (Auswahl)
- Waltz for Wendy
- Oh Yeah
- Rock It
- Mourn‘
- Honkin‘
- On the Edge
- Red Lips, Brown Skin
- People Like Them
- Remstalsinfonie
- My Swabian Soul (Swab Soul)
- Kibudzi
- Marzipan
- Rosebud
- Bobipbabip
- Howlin'